# Championnat de France de basket-ball 1986-1987
Navigation
Saison précédente Saison suivante
La saison 1986-1987 du championnat de France de basket-ball de Nationale 1 est la 65e édition du championnat de France masculin de basket-ball.
Le championnat de Nationale 1 de basket-ball est le plus haut niveau du championnat de France. Le tenant du titre, Orthez, va tenter de réaliser le doublé. Nice et Cholet sont les deux équipes promues pour cette saison. 
Une nouvelle formule du championnat est instaurée pour cette saison. 23 clubs participent à la compétition. Les 22 premiers de la saison 1985-1986, ainsi que les deux équipes promues, Nice et Cholet forment ce championnat, le Stade français, ayant déposé le bilan lors de l'intersaison. Le championnat se déroule en trois phases.
Lors de la première phase, qui se déroule du 12 septembre au 12 novembre 1986, les 23 équipes sont réparties en trois groupes, deux de huit équipes et un de sept équipes. Chaque équipe affronte les autres de son groupe lors de matchs aller-retour. Les quatre premiers de chaque groupe sont qualifiés pour la deuxième phase, la Nationale 1A, les autres équipes disputant la Nationale 1B.
Lors de la deuxième phase, qui se déroule du 22 novembre 1986 au 4 avril 1987, deux groupes sont donc constitués. Douze clubs sont répartis en Nationale 1A et onze en Nationale 1B. Chaque équipe affronte les autres de son groupe lors de matchs aller-retour. Les douze équipes de Nationale 1A et les quatre premières équipes de Nationale 1B joueront dans l'élite du championnat de France lors de la saison 1987-1988. Ces seize équipes sont également qualifiées pour les playoffs, qui constituent la troisième phase de cette saison. 
Les playoffs se déroulent du 7 avril au 5 mai 1987.
Chaque tour des playoffs se joue en deux manches, le vainqueur étant désigné à la différence de points en cas d'égalité. La finale se joue au meilleur des trois matchs. Le vainqueur de la finale des playoffs est désigné champion de France.
Orthez a remporté le championnat pour la deuxième fois de son histoire. Il n'y a pas d'équipes reléguées à l'issue de cette saison.

## Clubs participants
| Clubs         | Salles (Capacités)                                                   | Villes        |
| ------------- | -------------------------------------------------------------------- | ------------- |
| Antibes       | Salle Salusse Santoni (2000 places)                                  | Antibes       |
| Avignon       | Cosec Saint Chamand                                                  | Avignon       |
| Caen          | Palais des Sports (3000 places)                                      | Caen          |
| Challans      | Salle Michel Vrignaud (2400 places)                                  | Challans      |
| Cholet        | La Meilleraie (4500 places)                                          | Cholet        |
| Dijon         | Palais des sports Jean-Michel-Geoffroy (4 628 places)                | Dijon         |
| Grenoble      | Centre sportif Hoche                                                 | Grenoble      |
| Le Mans       | La Rotonde (6000 places)                                             | Le Mans       |
| Limoges       | Palais des Sports de Beaublanc (5500 places)                         | Limoges       |
| Lorient       | Palais des sports Xavier Le Louarn (3300 places)                     | Lorient       |
| ASVEL         | Maison des Sports (2000 places)                                      | Villeurbanne  |
| Monaco        | Salle Gaston Médecin (2500 places)                                   | Monaco        |
| Mulhouse      | Palais des Sports (3700 places)                                      | Mulhouse      |
| Nancy         | Palais des sports Jean Weille (4500 places)                          | Nancy         |
| Nantes        | Palais des sports Beaulieu (4000 places)                             | Nantes        |
| Nice          | Salle Leyrit (1700 places)                                           | Nice          |
| Orthez        | La Moutète (4000 places)                                             | Orthez        |
| Racing CF     | Stade Pierre-de-Coubertin (4200 places) & Gymnase Japy (1500 places) | Paris         |
| Reims         | Complexe René-Tys (2800 places)                                      | Reims         |
| Saint-Étienne | Stadium Pierre Maisonnial (2500 places)                              | Saint-Étienne |
| Tours         | Palais des Sports (4000 places)                                      | Tours         |
| Vichy         | Palais des sports Pierre Coulon (3300 places)                        | Vichy         |
| Voiron        | Gymnase Henri Chautard                                               | Voiron        |

## Classement de la première phase
La victoire rapporte 3 points, le match nul 2 points et la défaite 1 point. 
- Groupe A